# Helligkeit

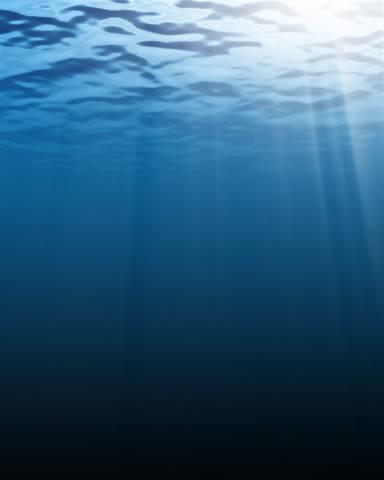
Abnahme der Helligkeit mit der Wassertiefe

Helligkeit ist ein Oberbegriff subjektiver Eindrücke und objektiver Messgrößen für die Stärke einer visuellen Wahrnehmung von – sichtbarem – Licht.

## Helligkeit als Sinnesempfindung
Die Worte Helligkeit und Dunkelheit sowie Finsternis werden meist für die subjektive Lichtempfindung benutzt, wie sie auf das Auge des Beobachters wirkt – Dunkelheit ist in diesem Sinne ein niedrigerer Grad an Helligkeit.
Begrifflich ist ein Helligkeitsgrad durch zwei Konzepte fassbar,
- als das gesamte Licht, das ins Auge einfällt und die Netzhaut beleuchtet, auch als Beleuchtung oder Lichtverhältnisse bezeichnet, und
- als die von einer Lichtquelle ausgestrahlte Lichtmenge, unabhängig davon, ob sie selbstleuchtend Licht emittiert oder beleuchtet Licht nur reflektiert.

Viele tierische Lebewesen haben ein visuelles System entwickelt, bei dem sich zwei Teilsysteme unterscheiden lassen, die in verschiedenen Helligkeitsbereichen aktiviert werden:
- Bei den tagsüber herrschenden Lichtverhältnissen, im photopischen Bereich, werden die Sinneszellen (Zapfenzellen) der einen Komponente angesprochen (Tagsehen),
- bei den nachtsüber herrschenden, im skotopischen Bereich, nur die Sinneszellen (Stäbchenzellen) der anderen Komponente (Nachtsehen),
- im mesopischen Übergangsbereich bei Dämmerlicht noch beide.

Unterhalb der Sehschwelle des skotopischen Bereichs wird mit dem Auge nichts mehr wahrgenommen, es herrscht Finsternis – auch wenn die Licht- bzw. Beleuchtungsstärke noch nicht Null ist (Restlicht). Die Farbwahrnehmung funktioniert nur mit genügend Licht, darunter werden nur Grautöne wahrgenommen, darüber nur „Weiß“. Übermäßige Helligkeit führt zu Blendung, der Sehsinn versagt. Die physiologischen Schwellen des Sehsinns sind bei allen Lebewesen recht unterschiedlich, auch beim Menschen schwanken sie relativ deutlich.

## Objektivierung der Helligkeit
Die Sinnesempfindung der Helligkeit ist etwa dem Logarithmus des Reizes proportional – sie folgt wie viele andere neurologische Prozesse dem Weber-Fechner-Gesetz. Dabei kann die Helligkeitsempfindung bei verschiedenen Personen oder auch bei beiden Augen etwas unterschiedlich sein. Insbesondere hängt sie von der spektralen Empfindlichkeit der Sehzellen für das Tagessehen (photopisches Sehen) bei mittleren Wellenlängen ab, die bei den meisten Menschen im Bereich um 555 nm Wellenlänge (gelbgrün) am höchsten ist, etwa entsprechend dem Maximum der Sonnenstrahlung. Bei vielen Tieren ist dieses Maximum der Wahrnehmung für Helligkeit bei anderen Wellenlängen, mithin bei anderen Farben, wie bei Katzen oder Bienen festgestellt wurde. Die genauere Verteilung der Helligkeitsempfindlichkeit des menschlichen Sehapparats in Abhängigkeit von der spektralen Lichtfarbe beschreibt die V-Lambda-Kurve.
Das menschliche Auge arbeitet in einem sehr großen Helligkeitsbereich, der Lichtintensitäten von 1 : 10 Milliarden entspricht. Die Sehschwelle liegt bei 10−13 Lumen. Dennoch können wir verschiedene Helligkeiten als unterschiedlich wahrnehmen, sobald sich ihre Lichtmenge um mehr als 10 % unterscheidet. Darauf beruht die fotometrische Stufenmethode für scheinbare Helligkeiten, die der Astronom Friedrich Argelander um 1840 entwickelt hat.
Soll Helligkeit objektiv bestimmt werden, sind zwei Effekte besonders zu berücksichtigen.
1. Die individuellen Eigenschaften des Auges.
2. Gleichzeitige Strahlung im sichtbaren Wellenlängenbereich und im anschließenden Infrarot- gegebenenfalls Ultraviolettbereich, was beispielsweise auch zu Fluoreszenzen führen kann.

Der Begriff Helligkeit versteht sich allgemeiner als Intensität der auf einen Beobachter oder Sensor wirkenden Strahlung, die räumlich und über ein Frequenzband mit benachbarter elektromagnetischer Strahlung gemittelt wird.
- In der Astronomie ist diese Mittelung von Bedeutung, wenn die relativen (scheinbaren) oder absoluten Helligkeiten von Sternen oder anderen astronomischen Objekten ermittelt werden. Die je nach vorherrschender Lichtfarbe unterschiedliche visuelle oder fotografische Helligkeit wird hierbei deshalb durch einen Farbindex ergänzt.
- In der Farblehre ist die farbmetrische Helligkeit auf eine Vergleichsfarbe, etwa ein Referenzweiß oder ein Schwarz oder Grau bezogen, um die Effekte von Hintergrundbeleuchtung (Umgebungskontrast) und Gesamtlichteinfall (wie der Adaptation des Auges daran) auszuschalten und in einem dreidimensionalen Farbraum arbeiten zu können.

## Physikalische und Physiologische Definition
Für eine Definition der Helligkeit muss man festlegen, ob allein die übertragene elektromagnetische Energie maßgeblich sein soll (Radiometrie), oder ob man zusätzlich die spektrale Empfindlichkeit des menschlichen Auges berücksichtigen will (Photometrie). Die Strahlungsleistung ist die Energie pro Zeitspanne, gemessen in Watt. Sie spielt bei technischen Sensoren eine Rolle; in der Astronomie nennt man sie bolometrische Helligkeit. Für den visuellen Eindruck muss man die spektrale Empfindlichkeit des menschlichen Auges (V-Lambda-Kurve) berücksichtigen. Die entsprechende Größe heißt Lichtstrom, gemessen in Lumen. In der Astronomie spricht man von visueller Helligkeit. Mit  „Leuchtkraft“ kann beides gemeint sein.
Im  Alltag ist vor allem die physiologische (photometrische) Betrachtung maßgebend. Man muss dabei zwischen der Helligkeit einer Lichtquelle und der Helligkeit der Beleuchtung unterscheiden.
Für eine Lichtquelle gibt die Lichtstärke an, welchen Lichtstrom sie in einen gegebenen Raumwinkel ausstrahlt. Die Lichtstärke wird in der Maßeinheit Candela (cd) gemessen: 1 cd = 1 lm/sr.
Für den Helligkeitseindruck ist aber auch maßgebend, wie sehr die Lichtstärke auf einen räumlichen Bereich in der Lichtquelle konzentriert ist: Eine kleine Glühbirne, die die gleiche Lichtstärke aufweist wie eine großflächige Lichtquelle, erscheint heller („gleißender“). Die maßgebliche Größe ist hier die Leuchtdichte (Lichtstärke durch aussendende Fläche), gemessen in cd/m2.
Für den Helligkeitseindruck einer beleuchteten Fläche ist entscheidend, über welche Fläche sich der Lichtstrom verteilt. Das Verhältnis von Lichtstrom zu beleuchteter Fläche ist die Beleuchtungsstärke, gemessen in Lux (lx): 1 lx = 1 lm/m2. Überdies wirkt sich dabei aus, welchen Anteil an Licht die beleuchtete Fläche zurückstrahlt – ob z. B. weiß, grau, farbig oder schwarz ist.